# Erythrolamprus pygmaea
Erythrolamprus pygmaea är en ormart som beskrevs av Cope 1868. Erythrolamprus pygmaea ingår i släktet Erythrolamprus och familjen snokar. Inga underarter finns listade i Catalogue of Life.
Arten förekommer i Amazonområdet i norra Brasilien samt i angränsande regioner i södra Colombia, östra Ecuador och östra Peru. Den lever i låglandet upp till 200 meter över havet. Habitatet utgörs främst av ursprungliga regnskogar. Dessutom besöks andra skogar och jordbruksmarkens kanter. Honor lägger ägg.
För beståndet är inga hot kända. Erythrolamprus pygmaea är sällsynt men utbredningsområdet är stort. IUCN listar arten som livskraftig (LC).